# جيز (لاعبة كرة قدم)
جيسي دا سيلفا فيريرا (من مواليد 27 مارس 1998)، المعروفة باسم جيز، هي لاعبة كرة قدم برازيلية تلعب كمهاجمة لنادي مانشستر يونايتد الإنجليزي في الدوري الإنجليزي الممتاز ومنتخب البرازيل.

## حياتها المبكرة
ولدت لماريا كريستينا "كريس" جوميز دا سيلفا، عاملة خدمة التي قامت بتربية جيسي وإخوتها الخمسة - ألين، جيوفاني، جيزيل، أليسون، وخوسيه ويلاميز - كأم عازبة. كان والد جيسي، وهو صياد، على علاقة سيئة مع والدتها.

## مهنة النادي

### كورينثيانز (2017)
ظهرت لأول مرة مع كورينثيانز في 12 مارس 2017، وسجلت ضد نادي ساو فرانسيسكو. وطوال موسمها الوحيد مع كورينثيانز، لعبت 27 مباراة وسجلت تسعة أهداف.

### مدريد (2017–2018)
انتقلت إلى الدوري الإسباني في عام 2017 عندما وقعت مع نادي مدريد الصاعد حديثًا. شاركت في 11 مباراة فقط وسجلت هدفين ليحتل ريال مدريد المركز العاشر في الدوري.

### الفترة الثانية في نادي مدريد لكرة القدم (2020–2022)
في يناير 2020، أعادت إلى نادي ريال مدريد، وسجلت خمسة أهداف من 5 مباريات بالدوري قبل انتهاء موسم الدوري 2019-20 بسبب جائحة كوفيد -19 في إسبانيا. في 21 يوليو 2020، مددت عقدها مع النادي حتى نهاية موسم 2020–21. في الموسم التالي، في 21 أبريل 2021، سجلت هدفًا في ربع نهائي كأس الملك 2020–21. وفي 10 أكتوبر 2021، سجلت أربعة أهداف ضد ريال بيتيس. في الدور ربع النهائي من كأس الملك 2021–22، سجلت هدفًا ولكنها طردت ببطاقة حمراء. وانتهى الأمر بخسارة ريال مدريد المباراة في الوقت الإضافي. على الرغم من أن الفريق احتل المركز 13 في الدوري، إلا أنها أنهت موسمها الثاني مع النادي برصيد 20 هدفًا. وحصلت على لقب البيتشيتشي الأول لها، والذي تقاسمته مع لاعبة برشلونة أسيسات أوشوالا، التي سجلت أيضًا 20 هدفًا في الدوري، وأصبحت جيز أول لاعبة من أمريكا الجنوبية في الدوري الإسباني للسيدات تحصل على لقب الهداف.

### برشلونة (2022–2023)

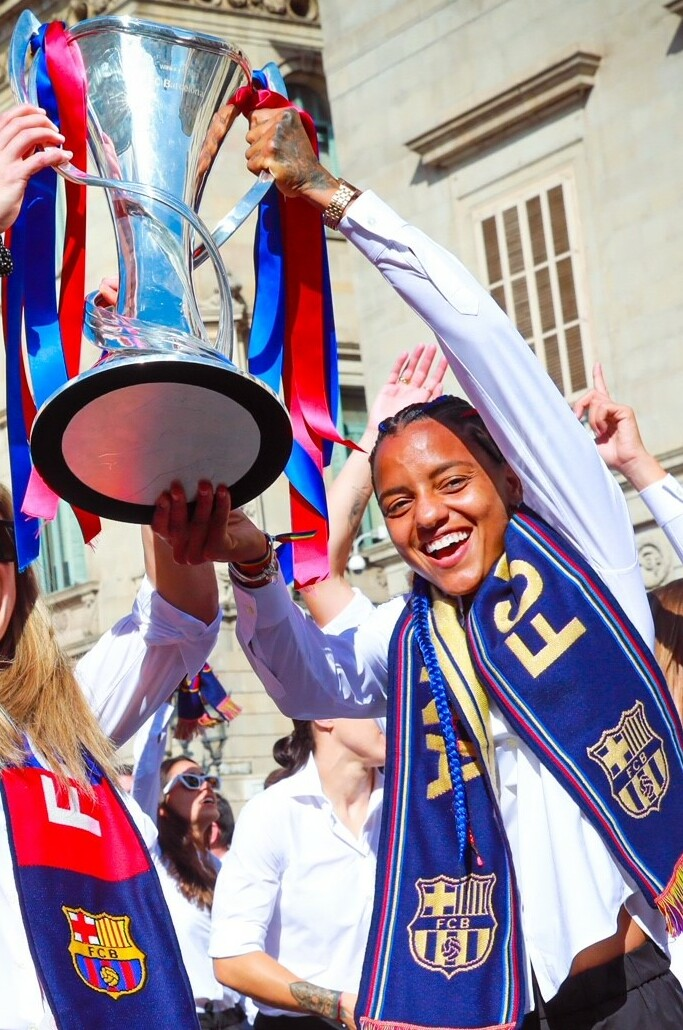
جيز مع كأس دوري أبطال أوروبا للسيدات 2022–23

وفي يونيو 2022، أعلن برشلونة عن التعاقد مع جيز بعقد حتى عام 2024.

### مانشستر يونايتد (2023–الآن)
في 18 أغسطس 2023، أعلن نادي مانشستر يونايتد الإنجليزي لكرة القدم للسيدات عن توقيع عقداً مع جيز.

## مهنة دولية

### الشباب
شاركت في الدور ربع النهائي من كأس البرازيل لكرة القدم للسيدات 2015، واستدعيت للتدريب مع فريق البرازيل الوطني لكرة القدم للسيدات تحت 20 عامًا. وأصبحت لاعبة مهمة للبرازيل في نسخة 2016 من كأس العالم للسيدات تحت 20 سنة.
في بطولة أمريكا الجنوبية للسيدات تحت 20 سنة 2018، سجلت أربعة أهداف في مرحلة المجموعات، منها ثنائية ضد فنزويلا وثنائية أخرى ضد أوروجواي. وفي المرحلة النهائية، سجلت هدفًا واحدًا في كل مباراة، بواقع هدف واحد في مباراة البرازيل ضد كولومبيا، وهدفين في مباراتهم ضد فنزويلا، وخمسة أهداف في مباراتهم النهائية ضد باراجواي، والتي انتهت بنتيجة 8–1. أنهت البطولة بلقب هداف البطولة بإجمالي 12 هدفًا في 7 مباريات واختيرت كأفضل لاعبة في البطولة. وشاركت مع البرازيل في منافستها الثانية لكأس العالم للسيدات تحت 20 سنة في أغسطس 2018. عندما احتلت البرازيل المركز الثاني في المجموعة الثانية برصيد نقطة واحدة، وسجلت جيز هدفًا واحدًا ضد كوريا الشمالية.

### المنتخب
ظهرت لأول مرة مع منتخب البرازيل لكرة القدم للسيدات في سبتمبر 2017 كبديلة في مباراة ضد تشيلي. وأختيرت ضمن تشكيلة البرازيل المكونة من 23 لاعبة للمشاركة في كأس العالم للسيدات 2019 في فرنسا، وبعد موسم غزير مع بنفيكا على مستوى النادي. شاركت في مباراتين في بطولة كأس العالم للسيدات 2019 في البرازيل، أول مباراة لها في دور المجموعات ضد جامايكا، وخسرت البرازيل في ربع النهائي أمام فرنسا.

## الحياة الشخصية
منحت جيز والدتها وإخوتها منزلاً بالمال الذي كسبته من كرة القدم. ولديها وشم وجه والدتها على ذراعها اليسرى.

## الإحصائيات المهنية

### دولي
الإحصائيات دقيقة اعتبارًا من المباراة التي لعبت في 28 أكتوبر 2023
| البرازيل | البرازيل | البرازيل |
| سنة      | الظهور   | الأهداف  |
| -------- | -------- | -------- |
| 2017     | 1        | 0        |
| 2018     | 1        | 0        |
| 2019     | 10       | 0        |
| 2020     | 0        | 0        |
| 2021     | 11       | 2        |
| 2022     | 16       | 3        |
| 2023     | 10       | 1        |
| المجموع  | 49       | 6        |

### الأهداف الدولية
| ت | تاريخ          | مكان                                           | الخصم        | أهداف | نتيجة | مسابقة                   |
| - | -------------- | ---------------------------------------------- | ------------ | ----- | ----- | ------------------------ |
| 1 | 2021 فبراير 18 | ملعب إكسبلوريا، أورلاندو، الولايات المتحدة     | الأرجنتين    | 4-1   | 4-1   | كأس شيبيليفز 2021        |
| 2 | 2021 نوفمبر 26 | أرينا دا أمازونيا، ماناوس، البرازيل            | الهند        | 5-1   | 6-1   | 2021 تورنيو إنترناسيونال |
| 3 | 2022 أبريل 07  | ملعب خوسيه ريكو بيريز، أليكانتي، إسبانيا       | إسبانيا      | 1-1   | 1-1   | ودية                     |
| 4 | 2022 يوليو 21  | ملعب أوليمبيكو باسكوال غيريرو، كالي، كولومبيا  | بيرو         | 3–0   | 6-0   | كوبا أمريكا 2022         |
| 5 | 2022 سبتمبر 02 | ملعب أورلاندو، جوهانسبرج، جنوب أفريقيا         | جنوب إفريقيا | 1-0   | 3–0   | ودية                     |
| 6 | 2023 يوليو 02  | الملعب الوطني ماني جارينشا، برازيليا، البرازيل | تشيلي        | 4-0   | 4-0   | ودية                     |

## الإنجازات
بنفيكا
- تاسا دي البرتغال : 2018–19
- البطولة الوطنية للسيدات: 2019–20

برشلونة
- الدرجة الأولى: 2022–23
- كأس السوبر الإسباني: 2023
- دوري أبطال أوروبا للسيدات: 2022–23.[26]

البرازيل تحت 20
- بطولة أمريكا الجنوبية للسيدات تحت 20 سنة: 2018

البرازيل
- تورنيو انترناسيونال دي فوتيبول: 2021
- كوبا أمريكا للسيدات: 2022

فردي
- الحذاء الذهبي لبطولة أمريكا الجنوبية للسيدات تحت 20 سنة: 2018
- أفضل لاعبة في بطولة أمريكا الجنوبية للسيدات تحت 20 سنة: 2018
- الحذاء الذهبي لدوري الدرجة الأولى: 2021–22